# 格芯

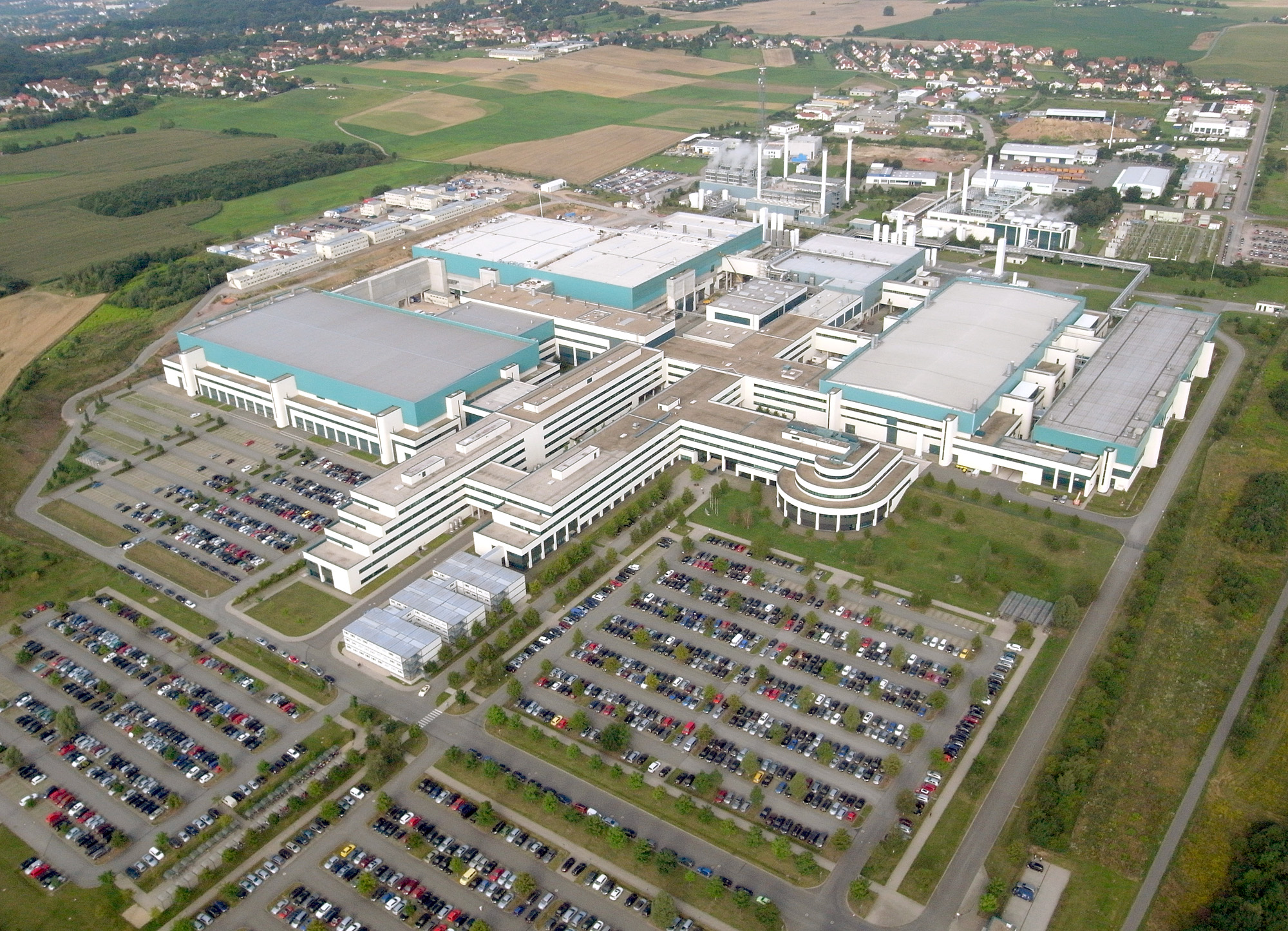
德國總廠

格芯（又译格芯，简称GF或GloFo）是一家总部位于美国加利福尼亚州圣克拉拉的半導體晶圓代工公司。该公司最初從超微半導體的製造部门独立而出，目前為世界第五大專業晶圓代工廠，僅次於台積電、三星電子、中芯國際及聯電。2021年10月28日，公司在那斯達克綜合指數上市。
该公司生产晶圆上的集成电路，主要面向智能移动设备、汽车、航空航天和国防、消费者物联网 (IoT) 以及数据中心和通信基础设施等市场。
截至 2023 年，GlobalFoundries 是按收入计算的第三大半导体代工厂。它是唯一一家在新加坡、欧盟和美国均有业务的代工厂：在新加坡拥有一家200毫米和一家300毫米晶圆制造厂；在德国德累斯顿拥有一家300毫米工厂；在佛蒙特州埃塞克斯交界处拥有一家 200毫米工厂（它是当地最大的私营雇主），在纽约州马耳他拥有一家300毫米工厂。
GlobalFoundries 是美国联邦政府的“可信代工厂”，在新加坡和德国也有类似的称号，包括经过认证的国际通用标准（ISO 15408、CC 版本 3.1）。
2021年10月28日，该公司在纳斯达克证券交易所以每股47美元的价格（目标价格区间的上限）出售股票，筹集了约26亿美元。

## 历史
格羅方德成立於2009年3月2日，由美國AMD公司拆分其制造业务部门组建而成。母公司分別為AMD及阿布達比主权财富基金阿布達比創投旗下的先進技術投資公司（Advanced Technology Investment Company；簡稱ATIC），其中ATIC佔公司股權65.8%，兩公司均享有均等投票權。
2010年1月13日，格羅方德收購新加坡特許半導體。
2011年3月6日，ATIC以4.25億美元收購AMD擁有的格羅方德半導體股份餘下的8.8%的股份，成為一家獨立的晶片製造商，使得ATIC成為格羅方德的唯一持股者。
2013年，位于美国纽约州的八厂投入运营。AMD對該廠擁有14%的股份。
2014年10月20日，IBM正式宣布邀請格羅方德收購其晶片製造業務。
2016年5月31日，宣布將與重慶官方合資設立12吋晶圓廠，由重慶市官方提供土地與中國中航航空電子系統的廠房，而格羅方德則負責技術升級，將現有的8吋晶圓廠升級為12吋晶圓。
2017年2月10日，宣布在中國四川省成都高新區建造12吋晶圓生產項目，投資規模預計超過100億美元，將成為中國西南部首條12吋晶圓生產線。
2017年8月15日，宣布採用高效能 14 奈米 FinFET 製程技術的 FX-14 特定應用積體電路（ASIC）整合設計系統，進入先進晶圓封裝的領域。
2018年8月28日，宣布將無限期暫停7奈米製程研發，將人力物力轉至14與12奈米製程研發上。
2018年10月取消占地1000多亩的180nm/130nm项目投资后，格芯于2020年5月，发布通告，成都工厂遣散员工并停工停业。
2019年1月31日，以2.36億美元的價格將新加坡的Fab 3E 8英寸晶圓廠賣給世界先進。
2019年4月23日，以4.3億美元的價格將美國紐約州的12吋Fab 10晶圓廠賣給安森美半導體。
2019年5月22日，以7.4億美元的價格將旗下ASIC子公司Avera Semiconductor賣給Marvell。
2019年8月14日，將光罩業務賣給日本凸版公司。
2019年10月1日，台積電對美國、德國和新加坡的GlobalFoundries提起專利侵權訴訟。台積電（TSMC）聲稱GlobalFoundries的12 nm、14 nm、22 nm、28 nm和40 nm節點侵犯了其25項專利。台積電和GlobalFoundries於2019年10月29日宣布了爭端解決方案。兩家公司同意為其所有現有半導體專利以及將在未來十年內申請的新專利授予新的專利壽命交叉許可。。
2020年5月，格芯发布通告，成都工厂遣散员工并停工停业。
2021年10月4日，全球半導體設計商和製造商 GlobalFoundries 週一向美國證券交易委員會提交了IPO申請，希望通過首次公開募股籌集至多 10 億美元（佔位符，我們預計可能募集20億美金）。 GlobalFoundries計劃在納斯達克上市，代碼為 GFS。 GlobalFoundries 於 2021 年 8 月 9 日秘密提交了申請。 Morgan Stanley、 BofA Securities、J.P. Morgan、Citi、Credit Suisse、 Deutsche Bank、 HSBC、 and Jefferies是該交易的聯合賬簿管理人。
2022年11月8日，公布第三季營收、獲利均創歷史新高後，於當周宣布年底將裁員

## 制造厂区
公司除會生產AMD產品外，也有其他公司，如IBM、安謀國際科技（ARM）、博通（Broadcom）、英伟达（NVIDIA）、高通（Qualcomm）、意法半導體（STMicroelectronics）、德州儀器（TI）等晶圓代工製造業務的合作。現時投產中的晶圓廠，12吋的位於德國德累斯頓的一廠（Fab 1，即原AMD的Fab 36和Fab 38），位於美國紐約州中馬爾他（Malta）的八廠(Fab 8）和East Fishkill的十厂（Fab10）（原为IBM的Building 323），以及位于新加坡的七厂（Fab 7）。八吋廠的二厂三厂五厂（Fab 2、3、5）位于新加坡，九厂（Fab9）位于美国佛蒙特州的埃塞克斯章克申。

### 300毫米（12吋）晶圓工廠
- Fab 1：位於德國德勒斯登，佔地364,512平方公尺，是由原AMD最早的晶圓廠Fab 36和Fab 38合併而來，格羅方德成立以後這裡就改名為Fab 1 - Module 1，後來也將就近的原AMD Fab 30也合併至Fab 1 - Module 2廠區，每個廠區300毫米晶圓的產能可達每月可產出25,000塊以上。[12][20]Module 1 廠區主要以40奈米、28奈米BULK製程工藝和22奈米FDSOI製程工藝為主；Module 2 廠區原本以製造200毫米晶圓為主，後來也轉為製造300毫米晶圓，以45奈米及更老的製程為主。2016年9月格羅方德宣布Fab 1 的12奈米FDSOI製程工藝已經流片成功。[21]預計2019年上半年可接收訂單進行量產。
- Fab 7：位於新加坡兀蘭，收購新加坡的特許半導體（英语：Chartered Semiconductor）而來。本廠以130奈米至40奈米製程、BULK和SOI工藝為主，每月的晶圓產能可達50,000塊/300毫米晶圓（或112,500塊/200毫米晶圓）。[12]
- Fab 8：位於美國紐約馬耳他薩拉托加的盧瑟森林科技園區（英语：Luther Forest Technology Campus），自2009年6月開始興建，2012年投入生產，是格羅方德自AMD分離以後興建的廠區裡面最大也是最新進的，主要製造300毫米晶圓，以14奈米製程節點、FinFET工藝為主。[12][22]每月的晶圓產量可達60,000塊/300毫米晶圓（或135,000塊/200毫米晶圓），以28奈米製程和14奈米製程為主，其中14奈米製程的技術是與三星電子旗下的晶圓廠合作。2016年9月，格羅方德宣布為該廠投入數十億美元開發 7 奈米製程，採用FinFET、極紫光刻工藝，並預計2018年下半年可投產。[23][24]
- Fab 10：位於美國紐約東菲什基爾[25]，前IBM的Building 323，由收購IBM微電子事業部而來，以22奈米節點工藝為主。2019年4月，安森美半导体宣布收购Fab 10。
- Fab 11：位於中國大陸四川成都，目前已停产停工。[18]原本預計2018年可投入生產，產能預計每月20,000塊，遠期計劃達到85,000塊/月。[26]目前，因為市場不如預期， 已經停工停产；被員工爆料晶圓廠內根本沒有設備。並未引進 FD-SOI的 22nm製程，只能做 40 nm製程；目前這座 12吋廠只有進行到第一期工程結束，廠內都是使用從新加坡廠轉移過來的技術跟設備，該新加坡廠是2010年收購的特許半導體旗下的晶圓廠，留下的都是一些老舊、甚至已經淘汰的二手設備。受制於這些設備與技術，這座12吋廠實務上只能作到 40 nm的製程，而且產線人員也才剛送到新加坡進行培訓結束——該晶圓廠根本尚未開始、也無法進行量產；第二期工程产量为每月88,000塊（2019年，FDSOI），  有業務團隊， 等客戶群夠 ，就會將機台move in；FD-SOI （Fully-Depleted Silicon-On Insulator）製程與主流的 FinFET（Fin Field-Effect Transistor）製程都是半導體產業中可量產的電晶體技術，其中 FinFET元件主要用於高性能元件，像是 GPU和 CPU，例如台積電的主流製程均採用 FinFET；而 FD-SOI 相對優勢為低功耗、低製程成本與易於整合。

### 200毫米（8吋）晶圓工廠
除了Fab 9，其餘的均為收購特許半導體而來。
- Fab 2：位於新加坡兀蘭。本廠以600至350奈米製程為主，代工產品以汽車電子IC、大功率高電壓IC以及類比-數位混合信號IC為主。
- Fab 3 和 Fab 5：位於新加坡兀蘭。本廠以350奈米至180奈米製程為主，代工產品主要是小型顯示面板驅動器的高電壓IC、行動型電源管理模組。
- Fab 3E：位於新加坡淡滨尼。本廠主要製造180奈米製程的晶圓，代工產品以汽車電子IC、高電壓電源管理IC和帶有非易失性記憶體的嵌入式混合信號IC為主，2019年出售給世界先進。
- Fab 6：位於新加坡兀蘭。本廠主要製造180奈米製程的晶圓，代工產品以高整合度CMOS元件和射頻CMOS（RFCMOS）產品為主，像是Wi-Fi、藍牙控制晶片。
- Fab 9：位於美國費蒙特伯靈頓埃塞克斯章克申（英语：Essex Junction），由收購IBM微電子事業部而來。本廠以90奈米節點工藝為主，7奈米製程工藝也在本廠開發部署；本廠有一個自有、開放第三方客戶代工業務的掩模工廠（英语：mask shop），也是佛蒙特州最大的私人雇主。[25]

## 外部連結
- 官方网站（英文）
- 官方网站（简体中文）
- （繁體中文） 晶圓代工業新鮮人GlobalFoundries出世　單挑台積電